# Seznam čestných občanů města Jaroměře
Seznam čestných občanů města Jaroměře je chronologický seznam osobností, které obdržely titul Čestné občanství města Jaroměře. Dle webu města bylo po roce 1990 uděleno 9 čestných občanství. Již dříve získal titul čestného občana mj. Oldřich Šroněk (Jaroměř – 29. srpna 1948 Praha), který byl jmenován za to, že se zasloužil o to, že Jaroměř získala Okresní národní výbor.
| Jméno                       | Udělení                      | Povolání, popis zásluh |
| --------------------------- | ---------------------------- | --- |
| Edvard Beneš (1884–1948)    | ?                            | politik, druhý prezident Československa |
| Oldřich Šroněk (?–1948)     | ?                            | právník, rada zemské správy, policejní ředitel, rodák z Jaroměře |
| František Černý (1926–2010) | 16. května 1991              | divadelní historik, rodák z Jaroměře |
| Antonín Sýkora (1912–1993)  | 20. července 1992            | církevní hodnostář, římskokatolický kněz, renovátor uměleckohistorických památek a papežský kaplan |
| Miroslav Ivanov (1929–1999) | 4. května 1994               | spisovatel literatury faktu, rodák z Jaroměře-Josefova |
| Zdeněk Němeček (1894–1957)  | 17. září 1994 (in memoriam)  | odbojář, spisovatel, diplomat, rodák z Jaroměře-Josefova |
| Arnošt Heidrich (1889–1968) | 10. září 1998 (in memoriam)  | diplomat, sekretář Rady svobodného Československa, rodák z Jaroměře-Josefova |
| Blahoslav Hrubý (1911–1990) | 22. října 1998 (in memoriam) | duchovní a organizátor pomoci obětem fašismu a komunismu, rodák z Jaroměře-Josefova |
| Jan Šrámek (1922–2008)      | 17. prosince 2003            | bývalý politický vězeň, zasloužil se finančním darem (z odškodnění za desetiletý pobyt v komunistickém vězení) o vytvoření památníku T.G.M.                                                                        |
| Otto Špaček (1918–2007)     | 13. července 2005            | brigádní generál, veterán 2. světové války v Anglii, působící v RAF |
| Václav Němec (1929–2013)    | 18. prosince 2008            | lesní rada, jednatel společnosti Městské lesy s.r.o., odborný lesní hospodář, emeritní středoškolský lesnický pedagog, za významný podíl na rozvoji města Jaroměře, především za zachování a rozvoj městských lesů |